# Pleurodelinae
Pleurodelinae – podrodzina płazów ogoniastych z rodziny salamandrowatych (Salamandridae).

## Występowanie
Od Wysp Brytyjskich i Skandynawii, na wschód do Uralu i na południe do Półwyspu Iberyjskiego i Anatolii; północno-środkowe Indie i Chiny do północnego Wietnamu; skrajnie północno-zachodnia Afryka; południowa Kanada i USA do skrajnie północnego Meksyku.

## Systematyka
Do podrodziny należą następujące rodzaje:
- Calotriton Gray, 1858
- Cynops Tschudi, 1838
- Echinotriton Nussbaum & Brodie, 1982
- Euproctus Gené, 1839
- Hypselotriton Wolterstorff, 1934
- Ichthyosaura Sonnini de Manoncourt & Latreille, 1802 – jedynym przedstawicielem jest Ichthyosaura alpestris (Laurenti, 1768) – traszka górska
- Laotriton Dubois & Raffaëlli, 2009 – jedynym przedstawicielem jest Laotriton laoensis (Stuart & Papenfuss, 2002)
- Lissotriton Bell, 1839
- Neurergus Cope, 1862
- Notophthalmus Rafinesque, 1820
- Ommatotriton Gray, 1850
- Pachytriton Boulenger, 1878
- Paramesotriton Chang, 1935
- Pleurodeles Michahelles, 1830
- Taricha Gray, 1850
- Triturus Rafinesque, 1815
- Tylototriton Anderson, 1871